# FSTL1
FSTL1 (англ. Follistatin like 1) – білок, який кодується однойменним геном, розташованим у людей на короткому плечі 3-ї хромосоми. Довжина поліпептидного ланцюга білка становить 308 амінокислот, а молекулярна маса — 34 986.
| 10         |  | 20         |  | 30         |  | 40         |  | 50         |
| ---------- |  | ---------- |  | ---------- |  | ---------- |  | ---------- |
| MWKRWLALAL |  | ALVAVAWVRA |  | EEELRSKSKI |  | CANVFCGAGR |  | ECAVTEKGEP |
| TCLCIEQCKP |  | HKRPVCGSNG |  | KTYLNHCELH |  | RDACLTGSKI |  | QVDYDGHCKE |
| KKSVSPSASP |  | VVCYQSNRDE |  | LRRRIIQWLE |  | AEIIPDGWFS |  | KGSNYSEILD |
| KYFKNFDNGD |  | SRLDSSEFLK |  | FVEQNETAIN |  | ITTYPDQENN |  | KLLRGLCVDA |
| LIELSDENAD |  | WKLSFQEFLK |  | CLNPSFNPPE |  | KKCALEDETY |  | ADGAETEVDC |
| NRCVCACGNW |  | VCTAMTCDGK |  | NQKGAQTQTE |  | EEMTRYVQEL |  | QKHQETAEKT |
| KRVSTKEI   |  |            |  |            |  |            |  |            |

A: Аланін

C: Цистеїн

D: Аспарагінова кислота

E: Глутамінова кислота

F: Фенілаланін

G: Гліцин

H: Гістидин

I: Ізолейцин

K: Лізин

L: Лейцин

M: Метіонін

N: Аспарагін

P: Пролін

Q: Глутамін

R: Аргінін

S: Серин

T: Треонін

V: Валін

W: Триптофан

Кодований геном білок за функцією належить до фосфопротеїнів. 
Задіяний у такому біологічному процесі як альтернативний сплайсинг. 
Білок має сайт для зв'язування з молекулою гепарину. 
Секретований назовні.